# Myrmeleon (Myrmeleon) albivenosus
Myrmeleon (Myrmeleon) albivenosus is een insect uit de familie van de mierenleeuwen (Myrmeleontidae), die tot de orde netvleugeligen (Neuroptera) behoort. 
Myrmeleon (Myrmeleon) albivenosus is voor het eerst wetenschappelijk beschreven door New in 1985.